# Оженківка
Оженкі́вка — село в Україні, у Павлоградському районі Дніпропетровської області. Входить до складу Межиріцької сільської громади. Населення за переписом 2001 року становить 159 осіб. 

## Географія
Село Оженківка знаходиться в балці Водяна по якій протікає пересихаючий струмок з загатами. На відстані 2,5 км розташоване село Домаха.